# Jakutsk
Jakutsk (Якутск, Дьокуускай) je grad u Ruskoj Federaciji, glavni grad republike Jakutske. Prema podacima iz 2005., grad ima 236.000 stanovnika. Kroz grad protječe rijeka Lena.
Zimi je Jakutsk najhladniji od svih većih gradova (preko 100.000 stanovnika) na svijetu. Grad se nalazi nedaleko od najhladnije točke u Rusiji.

## Geografija
Jakutsk je od Moskve udaljen 4888 kilometara zračnom linijom, a vremenska razlika među njima je 6 sati. U Jakutsku vladaju ekstremni klimatski uvjeti. Da bi izdržale pritiske u uvjetima hladnoće, većina kuća u Jakutsku se gradi na betonskim temeljima. Da bi se doprlo do tekuće vode, neophodno je bušiti nekoliko stotina metara u dubinu. Većina vode za potrebe grada uzima se iz rijeke Lene. Mnogi motori ostavljaju se upaljeni cijele noći, jer ako bi stali pri temperaturi od –50 °C, više se ne bi mogli pokrenuti.

## Povijest
Grad se razvio sredinom 17. stoljeća počev od malog utvrđenja. Utvrđenje je izgrađeno 1632. na desnoj obali Lene, a 1643. je izgrađeno i na lijevoj obali.
U prvom stoljeću postojanja, u Jakutsku su živjeli isključivo Rusi. Od 18. stoljeća u grad se doseljavaju Jakuti, da bi u 19. stoljeću predstavljali trećinu stanovništva.
Tijekom ruskog građanskog rata, Jakutsk su u ljeto 1918. zauzele snage Bijele armije, pod čijom vlašću je bio do prosinca 1919.